# ایلگن سیتی (مینه‌سوتا)
ایلگن سیتی (به انگلیسی: Illgen City) یک منطقهٔ مسکونی در ایالات متحده آمریکا است که در شهرستان لیک، مینه‌سوتا واقع شده‌است. ایلگن سیتی ۱۰ نفر جمعیت دارد و ۲۲۴٫۹۵ متر بالاتر از سطح دریا واقع شده‌است.